# Championnat de Bulgarie de football 1979-1980
Navigation
Saison précédente Saison suivante
La saison 1979-1980 du Championnat de Bulgarie de football était la 56e édition du championnat de première division en Bulgarie. Les seize meilleurs clubs du pays se retrouvent au sein d'une poule unique, la Vissha Professionnal Football League, où ils s'affrontent deux fois, à domicile et à l'extérieur. À la fin de la saison, les deux derniers du classement sont relégués et remplacés par les deux meilleurs clubs de deuxième division.
Après trois saisons sans titre, le CSKA Septemvriysko zname Sofia remporte le championnat en terminant en tête du classement final, avec un seul point d'avance sur le PFC Slavia Sofia -vainqueur de la Coupe de Bulgarie- et 9 sur le tenant du titre, le Levski-Spartak Sofia. Il s'agit là du 20e titre de champion de Bulgarie de l'histoire du CSKA.

## Les 16 clubs participants
| - Levski-Spartak Sofia - CSKA Septemvriysko zname Sofia - PFC Minyor Pernik - Promu de D2 - Lokomotiv Plovdiv - Pirin Blagoevgrad - PFC Slavia Sofia - Chernomorets Burgas - Lokomotiv Sofia | - Marek Stanke Dimitrov - PFK Spartak Pleven - Tcherno More Varna - Trakia Plovdiv - Botev Vratsa - Etar Veliko Tarnovo - Promu de D2 - Beroe Stara Zagora - PFC Sliven |

## Compétition

### Classement
Le barème utilisé pour établir le classement est le suivant :
- Victoire : 2 points
- Match nul : 1 point
- Défaite : 0 point

| Rang | Équipe                         | Pts | J  | G  | N  | P  | Bp | Bc | Diff |
| ---- | ------------------------------ | --- | -- | -- | -- | -- | -- | -- | ---- |
| 1    | CSKA Septemvriysko zname Sofia | 46  | 30 | 18 | 10 | 2  | 60 | 30 | +30  |
| 2    | PFC Slavia Sofia C             | 45  | 30 | 21 | 3  | 6  | 66 | 27 | +39  |
| 3    | Levski-Spartak Sofia T         | 37  | 30 | 15 | 7  | 8  | 45 | 38 | +7   |
| 4    | Beroe Stara Zagora             | 34  | 30 | 13 | 8  | 9  | 49 | 37 | +12  |
| 5    | Trakia Plovdiv                 | 33  | 30 | 14 | 5  | 11 | 39 | 38 | +1   |
| 6    | Marek Stanke Dimitrov          | 31  | 30 | 11 | 9  | 10 | 51 | 42 | +9   |
| 7    | Tcherno More Varna             | 31  | 30 | 9  | 13 | 8  | 36 | 33 | +3   |
| 8    | PFC Minyor Pernik P            | 28  | 30 | 11 | 6  | 13 | 31 | 46 | -15  |
| 9    | Chernomorets Burgas            | 27  | 30 | 12 | 3  | 15 | 39 | 42 | -3   |
| 10   | Botev Vratsa                   | 26  | 30 | 10 | 6  | 14 | 35 | 43 | -8   |
| 11   | Lokomotiv Sofia                | 26  | 30 | 7  | 12 | 11 | 32 | 43 | -11  |
| 12   | Pirin Blagoevgrad              | 25  | 30 | 9  | 7  | 14 | 27 | 34 | -7   |
| 13   | PFC Sliven                     | 25  | 30 | 8  | 9  | 13 | 32 | 43 | -11  |
| 14   | PFK Spartak Pleven             | 24  | 30 | 7  | 10 | 13 | 26 | 39 | -13  |
| 15   | Lokomotiv Plovdiv              | 22  | 30 | 6  | 10 | 14 | 33 | 52 | -19  |
| 16   | Etar Veliko Tarnovo P          | 20  | 30 | 7  | 6  | 17 | 31 | 45 | -14  |

|  | Qualification pour la Coupe des clubs champions 1980-1981                                |
|  | Qualification pour la Coupe des Coupes 1980-1981                                         |
|  | Qualification pour la Coupe UEFA 1980-1981                                               |
|  | Qualification pour la Coupe Intertoto 1980                                               |
|  | Relégation en deuxième division                                                          |
|  | T : Tenant du titre C : Vainqueur de la Coupe de Bulgarie P : Promu de deuxième division |

## Bilan de la saison
| Championnat de Bulgarie de football 1979-1980 |                                            |
| Champion                                      | CSKA Septemvriysko zname Sofia (20e titre) |
| Coupes et trophées                            |                                            |
| Vainqueur de la Coupe de Bulgarie 1979-1980   | PFC Slavia Sofia                           |
| Qualifications continentales                  |                                            |
| Coupe des clubs champions 1980-1981           | CSKA Septemvriysko zname Sofia             |
| Coupe des Coupes 1980-1981                    | PFC Slavia Sofia                           |
| Coupe UEFA 1980-1981                          | Levski-Spartak Sofia                       |
| Coupe UEFA 1980-1981                          | Beroe Stara Zagora                         |
| Coupe Intertoto 1980                          | PFC Slavia Sofia                           |
| Coupe Intertoto 1980                          | Marek Stanke Dimitrov                      |
| Promotions et relégations                     |                                            |
| Promus en Vissha PFL                          | Akademik Sofia                             |
| Promus en Vissha PFL                          | Belassitza Petritch                        |
| Relégués en B PFL                             | Lokomotiv Plovdiv                          |
| Relégués en B PFL                             | Etar Veliko Tarnovo                        |